# 마지촌
마지촌(馬路村)은 시마네현 니마군에 설치되었던 촌이다. 현재의 오다시에 해당한다.